# Новосёлки (Кормянский район)
Новосёлки (бел. Навасёлкі) — деревня в Барсуковском сельсовете Кормянского района Гомельской области Беларуси.

## География

### Расположение
В 6 км на запад от Кормы, в 61 км от железнодорожной станции Рогачёв (на линии Могилёв — Жлобин), в 116 км от Гомеля.

### Гидрография
На севере и востоке мелиоративные каналы.

## Транспортная сеть
Транспортные связи по просёлочной, затем автомобильной дороге Корма — Ямное. Планировка состоит из 2 параллельных между собой меридиональной ориентации улиц, соединённых в центре переулком. На севере — небольшой обособленный участок застройки. Жилые дома деревянные.

## История
Согласно письменным источникам известна с XIX века как деревня в Кормянской волости Рогачёвского уезда Могилёвской губернии. Согласно инвентаря 1848 года в составе поместья помещика Белецкого. В 1854 году построено здание Свято-Троицкой церкви. В 1858 году во владении Случановских. С 1881 года действовали круподёрка и хлебозапасный магазин. В 1875 году хозяин поместья владел здесь 1160 десятинами земли, 2 мельницами и сукновальней. В 1886 году воловья мельница. Согласно переписи 1897 года в селе действовали 2 ветряные мельницы) и в одноимённом фольварке трактир. В 1898 году открыта школа, которая разместилась в наёмном крестьянском доме (в 1907 году 56 учеников), а в 1912 году для неё построено собственное здание. В 1909 году 809 десятин земли, в фольварке 30 жителей 1268 десятин земли. С 1911 года при школе работала библиотека.
В 1930 году организован колхоз «Память Ленина», работали ветряная мельница и кузница. Согласно переписи 1959 года в составе совхоза имени М. М. Володарского (центр — деревня Барсуки).

## Население

### Численность
- 2004 год — 28 хозяйств, 42 жителя.

### Динамика
- 1848 год — 75 жителей.
- 1858 год — 28 дворов, 233 жителя.
- 1886 год — 50 дворов, 480 жителей.
- 1897 год — 83 двора; в фольварке 3 двора, 15 жителей (согласно переписи).
- 1909 год — 92 двора, 665 жителей.
- 1959 год — 281 житель (согласно переписи).
- 2004 год — 28 хозяйств, 42 жителя.